# Pigeonita
La pigeonita es un mineral de la clase de los inosilicatos, y dentro de esta pertenece al llamado “grupo del piroxeno”. Fue descubierta en 1900 en Pigeon Point en el condado de Cook, en el estado de Minnesota (EE. UU.), siendo nombrada así por esta localidad. Un sinónimo poco usado es el de calcioclinoenstatita.

## Características químicas
Es un inosilicato sin aluminio anhidro de magnesio, hierro o calcio. Dentro de los inosilicatos es del grupo llamado de los piroxenos, de cadena simple, y subgrupo del clinopiroxenos que son los que cristalizan en el sistema cristalino monoclínico.
Es un mineral pobremente definido, aprobado por la Asociación Mineralógica Internacional como mineral válido pero que quizás podría ser considerado como una vasriedad de clinoenstatita y/o clinoferrosilita enriquecidas en calcio.
Además de los elementos de su fórmula, suele llevar como impurezas: titanio, aluminio, manganeso, sodio, potasio y agua.

## Formación y yacimientos
Es un mineral común en las rocas volcánicas silíceas formadas por enfriamiento rápido. Pueden aparecer variedades invertidas con augita pueden ser encontradas en rocas intrusivas máficas estratificadas. También se forma a partir de formaciones de hierro mediante metamorfismo.
También se ha encontrado pigeonita en meteoritos.
Suele encontrarse asociado a otros minerales como: augita u olivino.